# Dampierre (slott)
Chateau de Dampierre är ett franskt slott i kommunen Dampierre-en-Yvelines.
Det byggdes under den senare fjärdedelen av 1600-talet av Jules Hardouin-Mansart på order av hertigen av Chevreuse och har ritats av arkitekten Charles Honoré d'Albert. 
Både kung Louis XIV och kung Louis XV har bott på slottet.

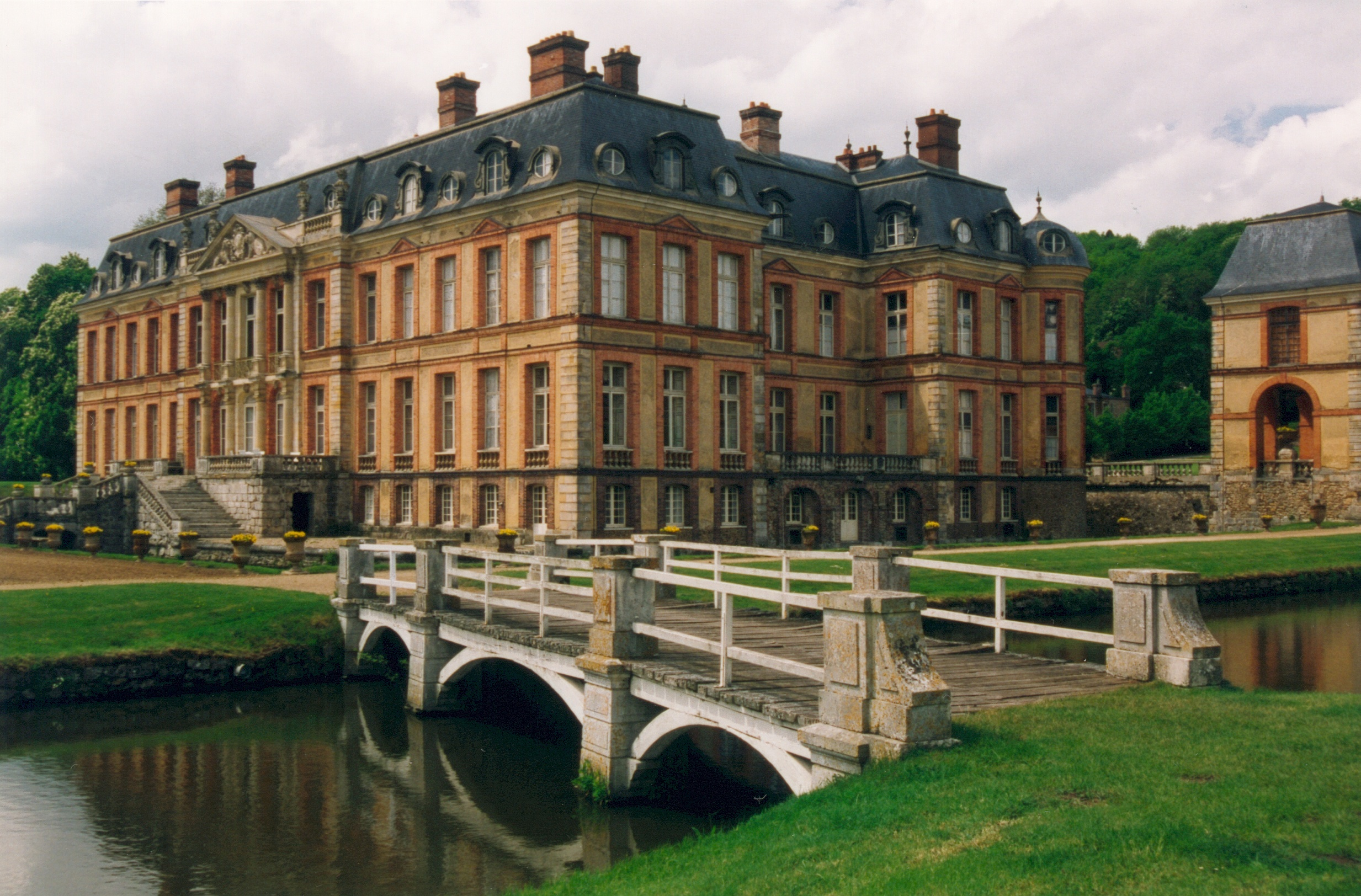
Dampiere Slott.

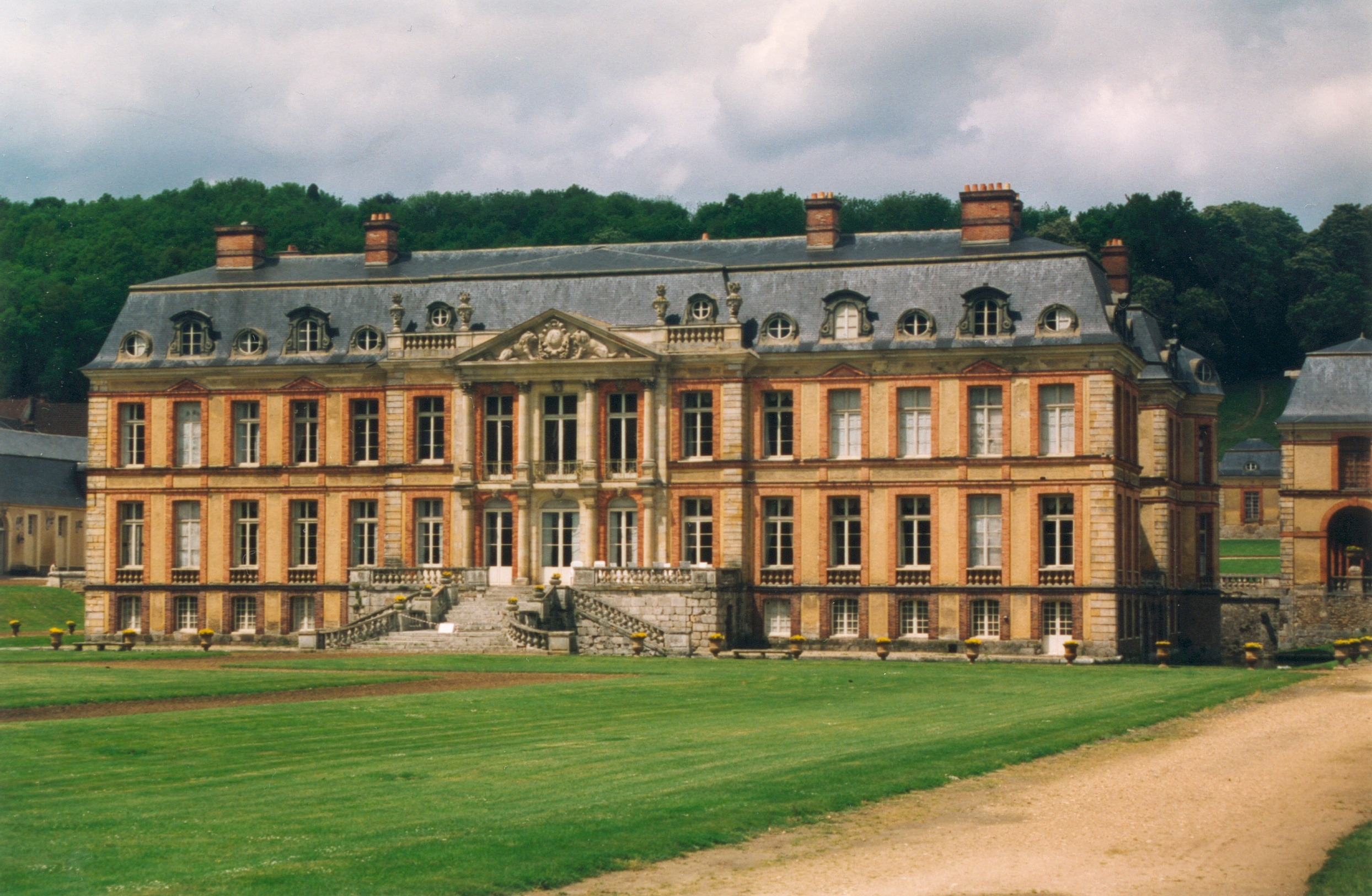
Dampierre Slott.